# Luan Qerimi
Luan Qerimi (ur. 15 października 1929 w Lushnji, zm. 2 grudnia 2018 w Tiranie) – albański aktor.

## Życiorys
Występy na scenie rozpoczynał od teatru amatorskiego. Występy kontynuował w 1954, w czasie służby wojskowej, występując na scenie Teatru Armii Albańskiej. W 1954 trafił do zespołu Teatru Ludowego (alb. Teatri Popullor), w którym zadebiutował rolą Skendera w komedii Prefekt Besima Levonji. Przez 35 lat występów na scenie narodowej zagrał ponad 70 ról. w 1990 przeszedł na emeryturę.
Na dużym ekranie zadebiutował w 1976 niewielką rolą w obrazie Toka jonë. Zagrał potem jeszcze w 14 filmach fabularnych. Ostatnią w jego dorobku była rola w kosowskim filmie telewizyjnym Qendresa.
W 1989 został uhonorowany przez władze Albanii tytułem Zasłużonego Artysty (alb. Artist i Merituar).

## Role filmowe
- 1964: Toka jonë jako złodziej Cubi
- 1976: Lulëkuqet mbi mure jako kwestor Sandro
- 1977: Shembja e idhujve jako Kalosh Cami
- 1982: Besa e kuqe jako Ndoc Marku
- 1982: Nëntori i dytë jako Sali Drenica
- 1983: Gracka jako Majku
- 1983: Zambakët e bardhë jako ojciec Luljety
- 1984: Koha nuk pret jako Francesco Lucu
- 1985: Të paftuarit jako urzędnik królewski
- 1987: Eja! jako Mojsiu
- 1987: Telefoni i një mëngjesi jako Andrea
- 1990: Shpella e piratevet jako Gjon Baba
- 1991: Vdekja e kalit jako ojciec Merity
- 1992: Pas fasadës
- 1998: Qëndresa